# Pseudopanurgus atricornis
Pseudopanurgus atricornis är en biart som först beskrevs av Cresson 1878.  Pseudopanurgus atricornis ingår i släktet Pseudopanurgus och familjen grävbin. Inga underarter finns listade i Catalogue of Life.